# أوكاش غيكيفيتش
أوكاش غيكيفيتش (بالبولندية: Łukasz Gikiewicz)‏ (من مواليد 26 أكتوبر 1987 في أولشتاين)، لاعب كرة قدم بولندي محترف.

## مسيرته الرياضية
ولد لوكاس في أولشتين، بدأ مسيرته الرياضية كلاعب شاب مع فريق أرميا أولشتين. في مارس 2009 انتقل إلى فريق بولونيا بايتوم [الإنجليزية] ووقع عقدًا لمدة عامين ونصف بعد مغادرته أونيا جانيكوو [الإنجليزية]. في أغسطس 2009 انضم إلى نادي ال كي اس ودز بعقد لمدة عام واحد. في الصيف التالي عام 2010 شرع في فصل جديد من مسيرته الرياضية عندما انضم إلى شلوسك فروتسلاو بعقد مدته أربع سنوات. في 27 يونيو 2013 وقع عقد مع أومونيا وهو فريق مقره في قبرص.

### مع الفيصلي الأردني
تعاقد الفيصلي مع لوكاس خلال فترة الانتقالات الشتوية لعام 2017 لموسم ونصف، وواصل مشواره لنهاية موسم 2018 بناء على الإتفاق بين الطرفين.
يعد لوكاس من أفضل المحترفين الذين استقطبهم الفيصلي على امتداد مسيرته الكروية بهدف تفعيل القدرات الهجومية للفريق، الذي عانى من ضعف التسجيل، ليكن خيار التعاقد معه موفقاً، حيث أتقن دور صانع الأهداف والمهاجم. أحرز لوكاس لفريق الفيصلي 5 أهداف في مرحلة إياب دوري المحترفين لعام 2017.

## روابط خارجية
- أوكاش غيكيفيتش على موقع قاعدة بيانات كرة القدم.إي يو (الإنجليزية)
- أوكاش غيكيفيتش على موقع Soccerway.com (الإنجليزية)
- أوكاش غيكيفيتش على موقع عالم كرة القدم.نت (الإنجليزية)

- Profile at LevskiSofia.info